# Bowling Green (Missouri)
Bowling Green és una població dels Estats Units a l'estat de Missouri. Segons el cens del 2000 tenia 3.260 habitants.

## Demografia
Segons el cens del 2000, Bowling Green tenia 3.260 habitants, 1.290 habitatges, i 798 famílies. La densitat de població era de 648,8 habitants per km².
Dels 1.290 habitatges en un 32,5% hi vivien nens de menys de 18 anys, en un 42,9% hi vivien parelles casades, en un 14,7% dones solteres, i en un 38,1% no eren unitats familiars. En el 32,9% dels habitatges hi vivien persones soles el 16,1% de les quals corresponia a persones de 65 anys o més que vivien soles. El nombre mitjà de persones vivint en cada habitatge era de 2,38 i el nombre mitjà de persones que vivien en cada família era de 3,03.
Per edats la població es repartia de la següent manera: un 27,2% tenia menys de 18 anys, un 8,6% entre 18 i 24, un 26,6% entre 25 i 44, un 19,3% de 45 a 60 i un 18,3% 65 anys o més.
L'edat mediana era de 36 anys. Per cada 100 dones de 18 o més anys hi havia 80,6 homes.
La renda mediana per habitatge era de 27.287 $ i la renda mediana per família de 36.619 $. Els homes tenien una renda mediana de 28.871 $ mentre que les dones 18.873 $. La renda per capita de la població era de 14.670 $. Entorn del 10,5% de les famílies i el 13,1% de la població estaven per davall del llindar de pobresa.

## Poblacions més properes
El següent diagrama mostra les poblacions més properes.